# Amore (film, 2009)
 (janvier 2022).
Si vous disposez d'ouvrages ou d'articles de référence ou si vous connaissez des sites web de qualité traitant du thème abordé ici, merci de compléter l'article en donnant les références utiles à sa vérifiabilité et en les liant à la section « Notes et références ».
Pour les articles homonymes, voir Amore.
Pour plus de détails, voir Fiche technique et Distribution.
Amore (titre original : Io sono l'amore) est un film italien, réalisé en 2009 par Luca Guadagnino.

## Synopsis
Milan, sous la neige. Une riche famille d'industriels lombards du textile s'apprête à fêter somptueusement l'anniversaire du patriarche, Edoardo Recchi. Celui-ci nomme deux héritiers pour gérer son empire : son fils, Tancredi, marié à Emma, d'origine russe, et son petit-fils, Edoardo Jr. 
Edoardo Jr. fait embaucher comme cuisinier son ami Antonio. Entre Emma et Antonio, c'est très vite le « coup de foudre », la découverte de la passion et du désir amoureux.

## Fiche technique
- Titre original : Io sono l'amore
- Titre français : Amore
- Réalisation : Luca Guadagnino
- Scénario : Barbara Alberti, Ivan Cotroneo, Walter Fasano, Luca Guadagnino
- Photographie : Yorick Le Saux
- Musique : John Adams
- Direction artistique : Francesca Balestra Di Mottola
- Costumes : Antonella Cannarozzi
- Montage : Walter Fasano
- Production : Luca Guadagnino, Francesco Melzi d'Eril, Marco Morabito, Tilda Swinton, Alessandro Usai, Massimiliano Violante, Viola Prestieri, Carlo Antonelli, Silvia Venturini Fendi, Candice Zaccagnino, Christopher Granier-Deferre ()
- Sociétés de production : First Sun, Mikado Film, Rai Cinema, La Dolce Vita Productions, Pixeldna, Ministero per i Beni e le Attività Culturali (MiBAC)
- Sociétés de distribution : Ad Vitam Distribution (),  Rai Cinema (),  Cecchi Gori Home Video (, DVD),  Magnolia Pictures ()
- Durée : 120 minutes
- Genre : drame
- Format : couleur - 35 mm - 1,85:1 - Son Dolby numérique
- Budget : 3 600 000 € (estimation)
- Pays d'origine :  Italie
- Année de réalisation : 2009
- Dates de sortie :
  -  Italie
    - 5 septembre 2009 (Mostra de Venise)
    - 16 octobre 2009 (Festival international du film de Rome)
    - 19 mars 2010 (sortie nationale)

  -  France
    - 5 décembre 2009 (Festival de cinéma européen des Arcs)
    - 3 juillet 2010 (Festival Paris Cinéma)
    - 22 septembre 2010

## Distribution
- Tilda Swinton : Emma Recchi
- Flavio Parenti :  Eduardo Recchi, le fils
- Edoardo Gabbriellini : Antonio, le cuisinier
- Alba Rohrwacher : Elisabetta Recchi
- Pippo Delbono : Tancredi Recchi
- Maria Paiato : Ida Roselli
- Gabriele Ferzetti : Edoardo Recchi, le père
- Marisa Berenson : Allegra Recchi, la mère
- Diane Fleri : Eva Ugolini